# 1999. évi nyári európai ifjúsági olimpiai napok
Az 1999. évi nyári európai ifjúsági olimpiai napok, hivatalos nevén a V. nyári európai ifjúsági olimpiai napok egy több sportot magába foglaló nemzetközi sportesemény, melyet 1999. július 10. és július 16. között rendeztek Esbjergben, Dániában.

## A magyar érmesek
| Érem  | Versenyző        | Sportág  | Versenyszám     |
| ----- | ---------------- | -------- | --------------- |
| Arany | Bodrogi Viktor   | Úszás    | 200 m hát       |
| Arany | Risztov Éva      | Úszás    | 200 m gyors     |
| Arany | Risztov Éva      | Úszás    | 400 m gyors     |
| Arany | Risztov Éva      | Úszás    | 200 m pillangó  |
| Arany | Risztov Éva      | Úszás    | 200 m vegyes    |
| Arany | Risztov Éva      | Úszás    | 400 m vegyes    |
| Ezüst | Risztov Éva      | Úszás    | 100 m gyors     |
| Ezüst | Szántó Szintia   | Úszás    | 100 m mell      |
| Ezüst | Szántó Szintia   | Úszás    | 200 m mell      |
| Bronz | Kovács Krisztián | Atlétika | 1500 m síkfutás |
| Bronz | Papp Krisztina   | Atlétika | 800 m síkfutás  |

## Éremtáblázat
| Az 1999. évi nyári európai ifjúsági olimpiai napok éremtáblázata | Az 1999. évi nyári európai ifjúsági olimpiai napok éremtáblázata | Az 1999. évi nyári európai ifjúsági olimpiai napok éremtáblázata | Az 1999. évi nyári európai ifjúsági olimpiai napok éremtáblázata | Az 1999. évi nyári európai ifjúsági olimpiai napok éremtáblázata | Olimpia  |
| ---------------------------------------------------------------- | ---------------------------------------------------------------- | ---------------------------------------------------------------- | ---------------------------------------------------------------- | ---------------------------------------------------------------- | -------- |
|                                                                  | Ország                                                           | Arany                                                            | Ezüst                                                            | Bronz                                                            | Összesen |
| 1.                                                               | Oroszország                                                      | 19                                                               | 12                                                               | 4                                                                | 35       |
| 2.                                                               | Franciaország                                                    | 9                                                                | 5                                                                | 7                                                                | 21       |
| 3.                                                               | Egyesült Királyság                                               | 7                                                                | 9                                                                | 5                                                                | 21       |
| 4.                                                               | Magyarország                                                     | 6                                                                | 3                                                                | 2                                                                | 11       |
| 5.                                                               | Németország                                                      | 4                                                                | 4                                                                | 10                                                               | 18       |
| 6.                                                               | Lengyelország                                                    | 3                                                                | 4                                                                | 8                                                                | 15       |
| 7.                                                               | Ukrajna                                                          | 3                                                                | 4                                                                | 5                                                                | 12       |
| 8.                                                               | Dánia                                                            | 3                                                                | 3                                                                | 1                                                                | 7        |
| 9.                                                               | Horvátország                                                     | 3                                                                | 3                                                                | 2                                                                | 8        |
| 10.                                                              | Svédország                                                       | 3                                                                | 1                                                                | 6                                                                | 10       |
| 11.                                                              | Izrael                                                           | 3                                                                | 0                                                                | 3                                                                | 6        |
| 12.                                                              | Olaszország                                                      | 2                                                                | 6                                                                | 6                                                                | 14       |
| 13.                                                              | Szlovénia                                                        | 2                                                                | 4                                                                | 4                                                                | 10       |
| 14.                                                              | Hollandia                                                        | 2                                                                | 1                                                                | 8                                                                | 11       |
| 15.                                                              | Spanyolország                                                    | 2                                                                | 1                                                                | 3                                                                | 6        |
| 16.                                                              | Luxemburg                                                        | 2                                                                | 0                                                                | 0                                                                | 2        |
| 17.                                                              | Grúzia                                                           | 1                                                                | 3                                                                | 3                                                                | 7        |
| 18.                                                              | Csehország                                                       | 1                                                                | 2                                                                | 1                                                                | 4        |
| 19.                                                              | Jugoszlávia                                                      | 1                                                                | 2                                                                | 0                                                                | 3        |
| 20.                                                              | Belgium                                                          | 1                                                                | 1                                                                | 2                                                                | 4        |
| 21.                                                              | Norvégia                                                         | 1                                                                | 1                                                                | 1                                                                | 3        |
|                                                                  | Svájc                                                            | 1                                                                | 1                                                                | 1                                                                | 3        |
|                                                                  | Törökország                                                      | 1                                                                | 1                                                                | 1                                                                | 3        |
| 24.                                                              | Ausztria                                                         | 1                                                                | 1                                                                | 0                                                                | 2        |
|                                                                  | Portugália                                                       | 1                                                                | 1                                                                | 0                                                                | 2        |
| 26.                                                              | Litvánia                                                         | 1                                                                | 0                                                                | 5                                                                | 6        |
| 27.                                                              | Örményország                                                     | 1                                                                | 0                                                                | 0                                                                | 1        |
| 28.                                                              | Románia                                                          | 0                                                                | 4                                                                | 2                                                                | 6        |
| 29.                                                              | Finnország                                                       | 0                                                                | 4                                                                | 1                                                                | 5        |
| 30.                                                              | Fehéroroszország                                                 | 0                                                                | 2                                                                | 2                                                                | 4        |
| 31.                                                              | Észtország                                                       | 0                                                                | 2                                                                | 1                                                                | 3        |
| 32.                                                              | Görögország                                                      | 0                                                                | 2                                                                | 0                                                                | 2        |
| 33.                                                              | Moldova                                                          | 0                                                                | 1                                                                | 1                                                                | 2        |
| 34.                                                              | Azerbajdzsán                                                     | 0                                                                | 0                                                                | 4                                                                | 4        |
| 35.                                                              | Ciprus                                                           | 0                                                                | 0                                                                | 1                                                                | 1        |
|                                                                  | Lettország                                                       | 0                                                                | 0                                                                | 1                                                                | 1        |
|                                                                  | Szlovákia                                                        | 0                                                                | 0                                                                | 1                                                                | 1        |
|                                                                  |                                                                  |                                                                  |                                                                  |                                                                  |          |
| Összesen                                                         | Összesen                                                         | 84                                                               | 87                                                               | 102                                                              | 273      |